# Käte Hamburger
 (mars 2022).
Si vous disposez d'ouvrages ou d'articles de référence ou si vous connaissez des sites web de qualité traitant du thème abordé ici, merci de compléter l'article en donnant les références utiles à sa vérifiabilité et en les liant à la section « Notes et références ».
Käte Hamburger, née le 21 septembre 1896 à Hambourg et morte le 8 avril 1992 à Stuttgart, est une germaniste, spécialiste de la littérature et philosophe allemande. Elle a été professeure à l'université de Stuttgart.

## Biographie
Hamburger a obtenu son doctorat en 1922 à Munich. Expulsée par les nazis en raison de son origine juive, elle a immigré en Suède en 1934, où elle a vécu jusqu'en 1956, gagnant sa vie comme professeure de langue, journaliste et écrivaine. À son retour en Allemagne, elle reprend sa carrière universitaire et écrit notamment sur Thomas Mann et Rainer Maria Rilke.
Son examen du statut ontologique des objets littéraires dans Die Logik der Dichtung (1957) a établi sa renommée dans le domaine de la théorie littéraire. Avec Eberhard Lämmert et Franz Karl Stanzel, Hamburger a contribué dans les années 1950 à la réorientation de la germanistique en Allemagne vers une méthodologie rationnelle et analytique.

## Ouvrages (sélection)
- Käte Hamburger: Die Logik der Dichtung, Stuttgart 1994.  Quatrième édition,  (ISBN 3-608-91681-4). Traduction française: Logique des genres littéraires, traduit par Pierre Cadiot, préface de Gérard Genette, Paris, Le Seuil, 1986.
- Käte Hamburger: Wahrheit und ästhetische Wahrheit, Stuttgart 1979,  (ISBN 3-12-933230-8)
- Käte Hamburger: Das Mitleid, Stuttgart 1985,  (ISBN 3-608-91392-0)
- Querelles : Jahrbuch für Frauen- und Geschlechterforschung, vol. 8, Johanna Bossinade and Angelika Schaser (Hg.): Käte Hamburger. Zur Aktualität einer Klassikerin, Göttingen 2003,  (ISBN 3-89244-650-4)